# Slobozia (Onești), Bacău

Slobozia este o localitate componentă a municipiului Onești din județul Bacău, Moldova, România. Prin cartierul Slobozia, râul Tazlău intră în Onești, iar între Slobozia și platforma petrochimică, râul Tazlău se varsă în râul Trotuș.
 Acest articol despre o localitate din județul Bacău este deocamdată un ciot. Puteți ajuta Wikipedia prin completarea lui.